# Elisabetta Cocciaretto
Elisabetta Cocciaretto (ur. 25 stycznia 2001 w Ankonie) – włoska tenisistka, reprezentantka kraju w Pucharze Billie Jean King.

## Kariera tenisowa
W karierze zwyciężyła w sześciu singlowych i jednym deblowym turnieju rangi ITF. Najwyżej w rankingu WTA była sklasyfikowana na 29. miejscu w singlu (21 sierpnia 2023) oraz na 130. miejscu w deblu (25 listopada 2024).
W sierpniu 2020 razem z Martiną Trevisan przegrała w finale zawodów deblowych w Palermo, ulegając parze Arantxa Rus–Tamara Zidanšek wynikiem 5:7, 5:7. We wrześniu w finale turnieju kategorii WTA 125K series w Pradze została pokonana przez Kristínę Kučovą.
W 2022 roku osiągnęła finał zawodów WTA 125 w Makarskiej, w którym przegrała 5:7, 1:6 z Jule Niemeier. We wrześniu triumfowała w rozgrywkach deblowych tej kategorii w Bari, w październiku zaś odniosła zwycięstwo w grze pojedynczej w turnieju w Tampico.
W styczniu 2023 awansowała do singlowego finału zawodów cyklu WTA Tour w Hobart, w którym przegrała 6:7(0), 2:6 z Lauren Davis. W kwietniu wygrała turniej rangi WTA 125 w San Luis Potosí, wygrywając w meczu mistrzowskim z Sarą Errani 5:7, 6:4, 7:5.

## Historia występów wielkoszlemowych
Legenda
     W, wygrany turniej
     F, przegrana w finale
     SF, przegrana w półfinale
     QF, przegrana w ćwierćfinale
     xR, przegrana w x rundzie
     Qx, przegrana w x rundzie kwalifikacji
     A, brak startu
     NH, turniej nie odbył się

### Występy w grze pojedynczej
| Australian Open        | A   | A   | A   | 1R  | 1R  | Q2 | 1R | 2R | 1R | 0 / 5  | 1 – 5   |  |  |  |  |  |  |  |  |  |  |  |  |  |  |  |
| French Open            | A   | A   | A   | Q2  | 1R  | Q2 | 3R | 4R |    | 0 / 3  | 5 – 3   |  |  |  |  |  |  |  |  |  |  |  |  |  |  |  |
| Wimbledon              | A   | A   | A   | NH  | A   | 2R | 3R | A  |    | 0 / 2  | 3 – 2   |  |  |  |  |  |  |  |  |  |  |  |  |  |  |  |
| US Open                | A   | A   | A   | A   | A   | 1R | 1R | 2R |    | 0 / 3  | 1 – 3   |  |  |  |  |  |  |  |  |  |  |  |  |  |  |  |
|                        |     |     |     |     |     |    |    |    |    |        |         |  |  |  |  |  |  |  |  |  |  |  |  |  |  |  |
| Ranking na koniec roku | 972 | 750 | 215 | 134 | 156 | 65 | 52 | 54 |    | 0 / 13 | 10 – 13 |  |  |  |  |  |  |  |  |  |  |  |  |  |  |  |

### Występy w grze podwójnej
| Australian Open        | A | A   | A   | A   | A   | A   | 1R  | 1R  | 2R | 0 / 3 | 1 – 3 |  |  |  |  |  |  |  |  |  |  |  |  |  |  |  |
| French Open            | A | A   | A   | A   | A   | A   | 1R  | A   |    | 0 / 1 | 0 – 1 |  |  |  |  |  |  |  |  |  |  |  |  |  |  |  |
| Wimbledon              | A | A   | A   | NH  | A   | 2R  | A   | A   |    | 0 / 1 | 1 – 1 |  |  |  |  |  |  |  |  |  |  |  |  |  |  |  |
| US Open                | A | A   | A   | A   | A   | A   | 1R  | A   |    | 0 / 1 | 0 – 1 |  |  |  |  |  |  |  |  |  |  |  |  |  |  |  |
|                        |   |     |     |     |     |     |     |     |    |       |       |  |  |  |  |  |  |  |  |  |  |  |  |  |  |  |
| Ranking na koniec roku | – | 821 | 437 | 257 | 660 | 397 | 508 | 132 |    | 0 / 6 | 2 – 6 |  |  |  |  |  |  |  |  |  |  |  |  |  |  |  |

### Występy w grze mieszanej
Elisabetta Cocciaretto nigdy nie startowała w rozgrywkach gry mieszanej podczas turniejów wielkoszlemowych.

## Finały turniejów WTA
| Legenda                     | Legenda |
| --------------------------- | ------- |
| Wielki Szlem                |         |
| Igrzyska olimpijskie        |         |
| WTA Tour Championships      |         |
| 2009 – 2020                 |         |
| WTA Premier Mandatory       |         |
| WTA Premier 5               |         |
| WTA Premier                 |         |
| WTA International Series    |         |
| WTA 125K series (2012–2020) |         |
| od 2021                     |         |
| WTA 1000 (obowiązkowe)      |         |
| WTA 1000 (nieobowiązkowe)   |         |
| WTA 500                     |         |
| WTA 250                     |         |
| WTA 125                     |         |

### Gra pojedyncza 2 (1–1)
| Końcowy wynik | Nr | Data             | Turniej | Nawierzchnia | Przeciwniczka | Wynik finału  |
| ------------- | -- | ---------------- | ------- | ------------ | ------------- | ------------- |
| Finalistka    | 1. | 14 stycznia 2023 | Hobart  | Twarda       | Lauren Davis  | 6:7(0), 2:6   |
| Zwyciężczyni  | 1. | 30 lipca 2023    | Lozanna | Ceglana      | Clara Burel   | 7:5, 4:6, 6:4 |

### Gra podwójna 1 (0–1)
| Końcowy wynik | Nr | Data            | Turniej | Nawierzchnia | Partnerka        | Przeciwniczki               | Wynik finału |
| ------------- | -- | --------------- | ------- | ------------ | ---------------- | --------------------------- | ------------ |
| Finalistka    | 1. | 9 sierpnia 2020 | Palermo | Ceglana      | Martina Trevisan | Arantxa Rus Tamara Zidanšek | 5:7, 5:7     |

## Finały turniejów WTA 125

### Gra pojedyncza 5 (3–2)
| Końcowy wynik | Nr | Data                 | Turniej         | Nawierzchnia | Przeciwniczka   | Wynik finału     |
| ------------- | -- | -------------------- | --------------- | ------------ | --------------- | ---------------- |
| Finalistka    | 1. | 6 września 2020      | Praga           | Ceglana      | Kristína Kučová | 4:6, 3:6         |
| Finalistka    | 2. | 5 czerwca 2022       | Makarska        | Ceglana      | Jule Niemeier   | 5:7, 1:6         |
| Zwyciężczyni  | 1. | 30 października 2022 | Tampico         | Twarda       | Magda Linette   | 7:6(5), 4:6, 6:1 |
| Zwyciężczyni  | 2. | 2 kwietnia 2023      | San Luis Potosí | Ceglana      | Sara Errani     | 5:7, 6:4, 7:5    |
| Zwyciężczyni  | 3. | 16 marca 2024        | Charleston      | Twarda       | Diana Sznajder  | 6:3, 6:2         |
| Zwyciężczyni  | 4. | 12 lipca 2025        | Båstad          | Ceglana      | Katarzyna Kawa  | 6:3, 6:4         |

### Gra podwójna 1 (1–0)
| Końcowy wynik | Nr | Data             | Turniej | Nawierzchnia | Partnerka      | Przeciwniczki           | Wynik finału |
| ------------- | -- | ---------------- | ------- | ------------ | -------------- | ----------------------- | ------------ |
| Zwyciężczyni  | 1. | 11 września 2022 | Bari    | Ceglana      | Olga Danilović | Andrea Gámiz Eva Vedder | 6:2, 6:3     |

## Finały turniejów ITF
| turnieje z pulą nagród 100 000 $ (W100) |
| turnieje z pulą nagród 80 000 $ (W80)   |
| turnieje z pulą nagród 60 000 $ (W75)   |
| turnieje z pulą nagród 40 000 $ (W50)   |
| turnieje z pulą nagród 25 000 $ (W35)   |
| turnieje z pulą nagród 15 000 $ (W15)   |

### Gra pojedyncza 9 (6–3)
| Rezultat     |    | Data       | Turniej  | ($)    | Naw.    | Przeciwniczka    | Wynik            |
| Zwyciężczyni | 1. | 25/11/2018 | Nules    | 15 000 | Ceglana | Cristina Bucșa   | 6:2, 7:6(2)      |
| Finalistka   | 1. | 14/07/2019 | Turyn    | 25 000 | Ceglana | Yūki Naitō       | 3:6, 4:6         |
| Zwyciężczyni | 2. | 08/09/2019 | Triest   | 25 000 | Ceglana | Susan Bandecchi  | 6:3, 6:1         |
| Finalistka   | 2. | 15/09/2019 | Pula     | 25 000 | Ceglana | Arantxa Rus      | 3:6, 7:6(5), 4:6 |
| Zwyciężczyni | 3. | 03/11/2019 | Asunción | 60 000 | Ceglana | Sara Errani      | 6:1, 4:6, 6:0    |
| Zwyciężczyni | 4. | 10/11/2019 | Colina   | 60 000 | Ceglana | Victoria Bosio   | 6:3, 6:4         |
| Finalistka   | 3. | 20/03/2022 | Antalya  | 25 000 | Ceglana | Petra Marčinko   | 6:1, 4:6, 4:6    |
| Zwyciężczyni | 5. | 10/04/2022 | Oeiras   | 80 000 | Ceglana | Wiktorija Tomowa | 7:6(5), 2:6, 7:5 |
| Zwyciężczyni | 6. | 29/05/2022 | Grado    | 60 000 | Ceglana | Ylena In-Albon   | 6:2, 6:2         |

### Gra podwójna 1 (1–0)
| Rezultat     |    | Data       | Turniej | ($)      | Naw.    | Partnerka        | Przeciwniczki               | Wynik          |
| Zwyciężczyni | 1. | 16/06/2019 | Rzym    | 60 000+H | Ceglana | Nicoleta Dascălu | Carolina Alves Elena Bogdan | 7:5, 4:6, 10–7 |

## Występy w igrzyskach olimpijskich

### Gra pojedyncza
| Runda                                                                   | Przeciwniczka                                    | Wynik    |
| ----------------------------------------------------------------------- | ------------------------------------------------ | -------- |
|                                                                         |                                                  |          |
| Letnie Igrzyska Olimpijskie w Paryżu 2024, reprezentując państwo Włochy |                                                  |          |
| I runda                                                                 | Indywidualni sportowcy neutralni: Diana Sznajder | 4:6, 5:7 |

### Gra podwójna
| Runda                                                                   | Partnerka       | Przeciwniczki                                       | Wynik    |
| ----------------------------------------------------------------------- | --------------- | --------------------------------------------------- | -------- |
|                                                                         |                 |                                                     |          |
| Letnie Igrzyska Olimpijskie w Paryżu 2024, reprezentując państwo Włochy |                 |                                                     |          |
| I runda                                                                 | Lucia Bronzetti | Hiszpania: Cristina Bucșa / Sara Sorribes Tormo [8] | 1:6, 2:6 |